# Aphytis philippinensis
Aphytis philippinensis är en stekelart som beskrevs av Debach och Rosen 1976. Aphytis philippinensis ingår i släktet Aphytis och familjen växtlussteklar.
Artens utbredningsområde är:
- Egypten.
- Filippinerna.

Inga underarter finns listade i Catalogue of Life.